# Joan Llorenç
Pour les articles homonymes, voir Llorenç.
Joan Llorenç (Juan Llorens en espagnol), (Valence, 1458-1520) est un bourgeois de la ville de Valence, considéré comme l'idéologue et le premier meneur de le révolte des Germanías, conflit armé qui éclata dans le Royaume de Valence au début du règne de Charles Quint (Charles Ier d’Espagne) entre 1519 et 1523.
La principale revendication du mouvement est la restauration du contrôle corporatiste de l'installation de nouveaux artisans. Il est le premier chef de la Junte des 13.
À sa mort, la révolte perd son caractère modéré, alors que Vicente Peris en prend la tête, pour revêtir un caractère plus révolutionnaire et belliqueux.

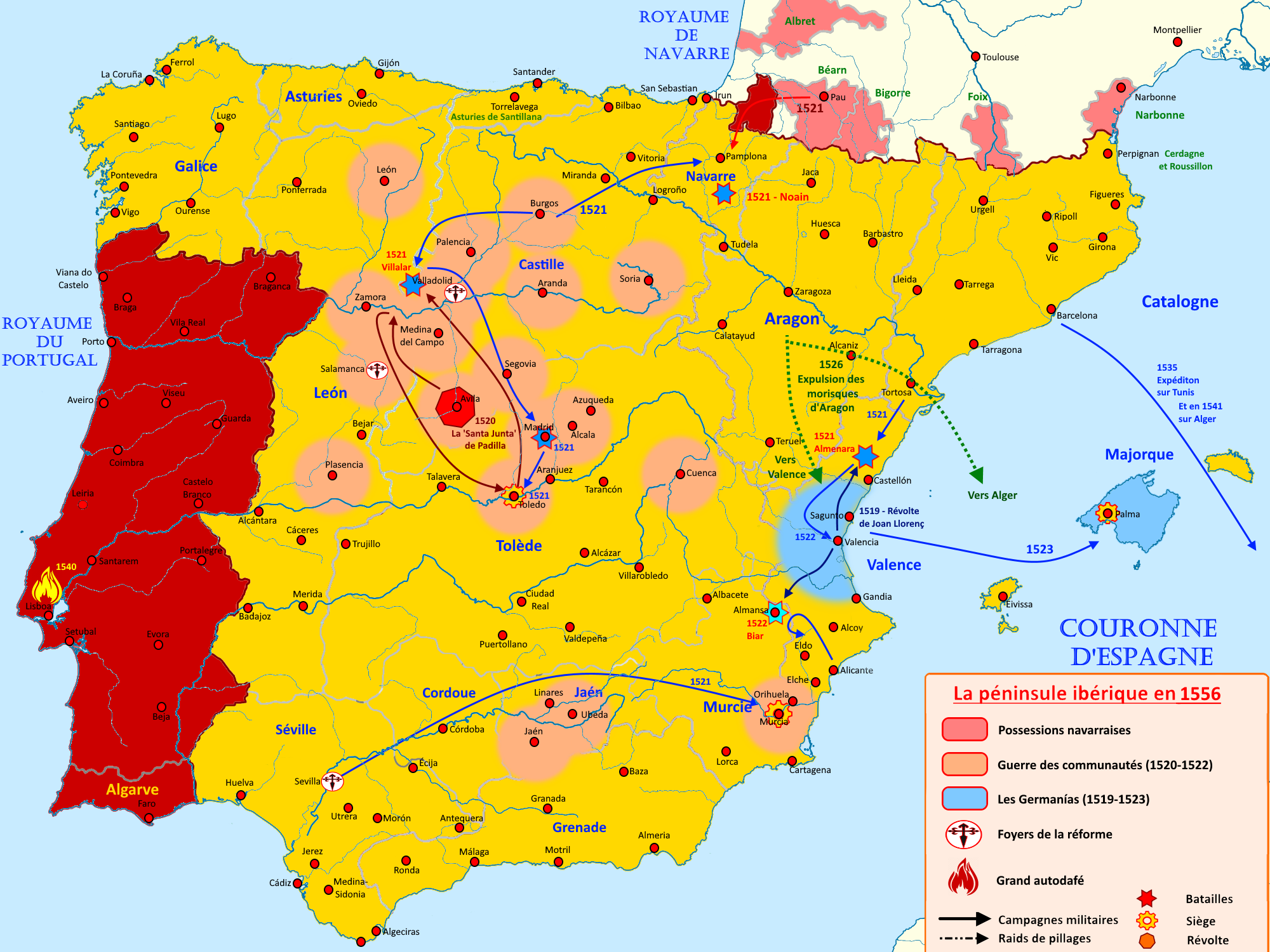
La révolte des Germanias (1519-1522)